# Bombus ferganicus
Bombus ferganicus (saknar svenskt namn) är en insekt i överfamiljen bin (Apoidea) och släktet humlor (Bombus) som lever i Centralasien.

## Beskrivning
Huvudet är övervägande svart, mellankroppen gulhårig och de två främsta tergiterna hos honan svarta, de följande tre med gula sidor och svart mitt, samt den sista tergiten, bakkroppsspetsen, svart. Hanens mönster på bakkroppen är litet annorlunda: Den främsta tergiten har en smal svart framkant och en likaledes svart mittzon, gul för övrigt; den andra tergiten är nästan helt svart, med bara litet gult på bakkantens sidor, och de följande segmenten som hos honan. Även här är bakkroppsspetsen helsvart.  I Kashmir kan ibland de två främsta bakkroppssegmenten ha en inblandning av mörkare hår, och den gula behåringen dra mera i brunt. I övrigt är mönstret geografiskt sett tämligen oföränderligt.

## Ekologi
Arten är en snylthumla som saknar arbetare; honan tar över en annan humlearts bo, dödar drottningen och tvingar de främmande arbetarna att ta hand om sin avkomma. Humlan är en bergsart som kan gå upp till åtminstone 4 000 meters höjd. Den samlar nektar från växtfamiljer som korgblommiga växter (exempelvis tistlar) och ärtväxter (vitklöver).

## Utbredning
Bombus ferganicus  finns i Tianshan, Hindu Kush, Pakistan, Kashmir och Himachal Pradesh. Den har dessutom påträffats i norra Kazakstan, Uzbekistan och centrala Kina.